# Ladbyskeppet

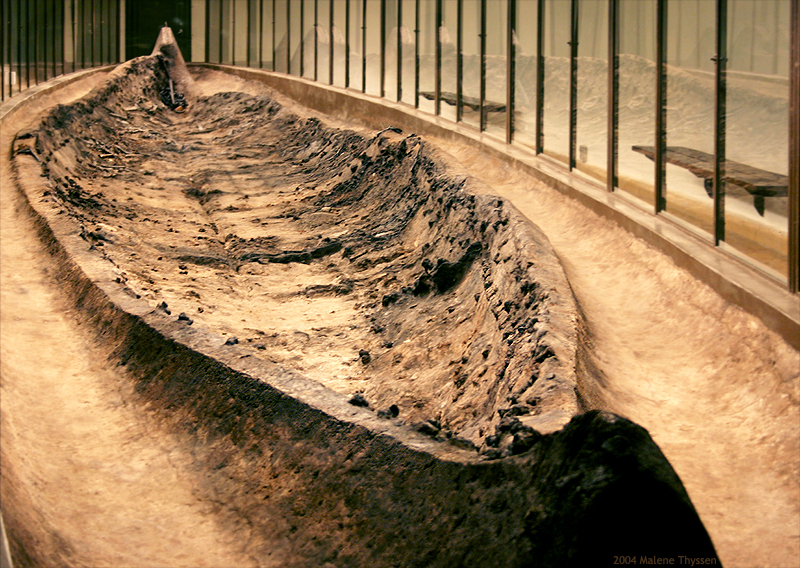
Ladbyskeppet

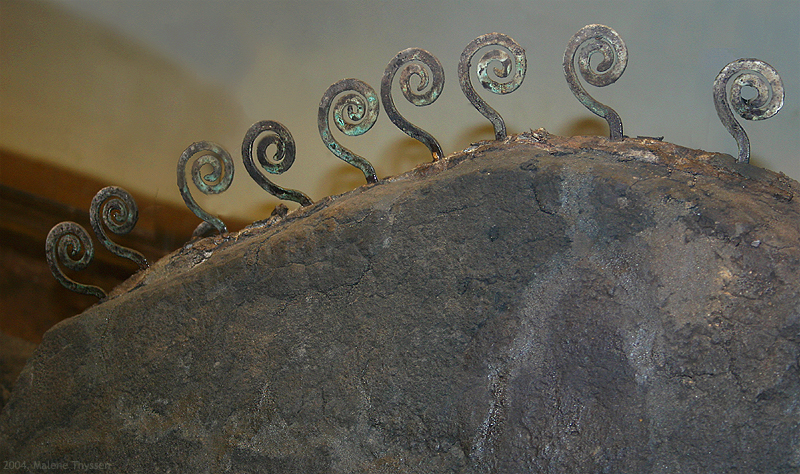
Resterna av Ladbyskeppets drakdekorationer på stäven

Ladbyskeppet från vikingatiden påträffades i en gravhög på nordöstra Fyn i Danmark 1934. Bevaringsförhållandena har varit så dåliga att endast skeppets avtryck i underliggande jord samt alla järnnitar finns kvar. Trots detta ger fyndet en detaljerad bild över ett långskepp från tidigt 900-tal.
Skeppsresterna ligger kvar orörda på sin plats på Vikingemuseet Ladby på Fyn och utgör pärlan i museets samlingar.
Skeppet är 22 meter långt och har troligtvis burit 32 roddare. Det har haft segel. Förstäven har kunnat rekonstrueras efter påträffade järnbeslag: det har varit utformat som ett drakhuvud med hårslingor i järn. Bakstäven har varit formad som en svans. 
Gravhögen har blivit öppnad redan under vikingatid. Några benrester efter den döde har nämligen inte påträffats. Det är en rik hövding som här blivit begravd. Tygrester i guldbrokad, ett litet guldbeslag, ridutrustning, ett piskskaft i silver, 45 pilspetsar och en yxa är några av fynden. Vid begravningen har 5-6 hundar och 11 hästar dödats och lagts i skeppet tillsammans med den döde.
Vikingemuseet har möjliggjort för besökare att inträda i själva gravhögen och beskåda resterna av furstegraven. 
Liksom i Osebergsskeppet finns de döda djuren i skeppets för. Här påträffades också järnankaret. Ett liknande ankare fanns även i Osebergsskeppet. Ankaret är endast drygt en meter långt. Ett tredje exempel på ett ankare av denna tidiga typ är det snarlika fyndet från Falsterbo, numera på Fotevikens Museum. 